# ピアBandai
ピアBandaiとは、新潟県新潟市中央区万代島にある観光・商業施設。回転寿司などの飲食店のほか、魚介類や農産物、新潟県産地酒の販売所がある。周辺の施設とあわせて「みなとオアシス」に登録されている。

## 概要
万代島鮮魚センターや飲食・レストラン、イベントゾーンなどを内包した観光拠点施設である。海産物のみならず、地酒や農産物など幅広く「食」について扱っている。
東側には新潟漁協本所や荷捌場、食堂などを内包する「新潟県水産会館」が併設されている。

## 沿革
万代島地区に位置していた魚市場が2007年5月に郊外（江南区茗荷谷）へ移転したことを受け、跡地利用ならびに同地区の更なる交流拡大と拠点性向上を目指して市による「万代島にぎわい空間創造事業」が着手された。この第1期事業として2010年10月に開設されたのが本施設である。なお、2009年9月から2010年3月までは「にぎわいマルシェ・ジャポン万代島」としてオープンしていた。
豪華客船「ダイヤモンド・プリンセス」の新潟初寄港（2019年）で訪問希望が多かったことを機に、スマートフォン決済（PayPay）導入や外国語（英語・中国語・韓国語）パンフレット作製など外国人対応を拡充している。
2021年3月にはリニューアルオープンし、大型モニターや調理室を備えたスペース「ピーカン・テラス」が新設された。
なお、過去には類似施設として、1980年代に鮮魚販売を中心とした集客施設「新潟みなと鮮魚センター」が万代島地内の国鉄万代駅跡地にあり、上越新幹線の越後湯沢駅・浦佐駅周辺住民向け臨時列車「買い物ツアー号」利用客の主要な行き先となるなど広域から人を集めていた。

## アクセス
- JR新潟駅万代口から徒歩20分。
- BRT萬代橋ライン「万代シテイ」停留所から徒歩12分。
- 新潟交通「宮浦中学前」バス停から徒歩2分。
  - 幹線路線の「E2 空港・松浜線」「E3 河渡線」が発着する。新潟駅万代口バスターミナル9・10番線から利用可能。
- 「ピアBandai前」「ピアBandai」バス停から徒歩すぐ。
  - 新潟市観光循環バスおよび「佐渡汽船線＜時刻表＞」「みなと循環線」が利用可能。幹線路線に比べると本数はやや少ない。

以上は「路線・のりば」をもとにした2021年9月時点での情報である。